# Фридрих I (маркграф Мейсена)
Фридрих I Укушенный (нем. Friedrich der Freidige; 1257, Эйзенах — 16 ноября 1323, Эйзенах) — пфальцграф Саксонии с 1280 года, маркграф Мейсена и ландграф Тюрингии в 1292—1323 годах, сын Альбрехта II Негодного. Своё прозвище получил оттого, что его мать — Маргарита, дочь императора Фридриха II Штауфена, убегая от мужа, жестоко обращавшегося с нею, при расставании с сыном во время судорожных рыданий прокусила ему щеку.

## Биография

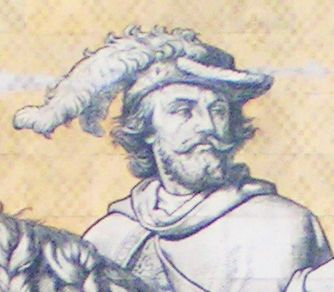
Фридрих I на панно «Шествие князей»

Ещё мальчиком Фридрих был приглашен ломбардскими гибеллинами в Италию для принятия наследства Гогенштауфенов, а в 1280 году сделался пфальцграфом саксонским. Альбрехт хотел лишить наследства детей от первого брака, Фридриха и Дитриха (Дицмана), в пользу своего незаконного сына Альбрехта (Апица). Началась упорная война между отцом и сыновьями. Фридрих был разбит и взят в плен в 1281 году, но в конце концов отец был вынужден признать его права.
В борьбе с королём Адольфом Нассауским Фридрих потерпел неудачу, бежал, долго пробыл на чужбине и только после смерти Адольфа снова овладел своим наследством.
Преемник Адольфа Альбрехт Австрийский заявил притязания на Тюрингию и успел склонить на свою сторону некоторые тюрингенские города; но Фридрих разбил имперские войска при Луке (31 мая 1307 года), после чего король должен был отступиться.
Фридрих Укушенный неудачно воевал с Бранденбургом, опять попал в плен и, чтобы купить свободу, уступил Нижнелужицкие земли (по Тангермюндскому договору 1312 года).
После прекращения асканийского дома Фридрих получил обратно все потерянные им земли, кроме Ландсберга и Нижней Лужицы.

## Браки и дети
Фридрих был дважды женат.

1-я жена: с 1286 Агнес Горицко-Тирольская (ум. 1293), дочь Мейнхарда II. Дети:
- Фридрих Хромой (9 мая 1293 — 13 января 1315); жена: Анна (ум. 22 ноября 1327), дочь Альбрехта II Саксонского

2-я жена: с 24 августа 1300 Елизавета Лобдебург-Арнсхаукская (1286 — 22 августа 1359). Дети:
- Елизавета (1306—1368); муж: с 1322 Генрих II, ландграф Гессена.
- Фридрих II Серьёзный (30 ноября 1310 — 18 ноября 1349), маркграф Мейсена, и ландграф Тюрингии с 1323 года.